# 程序劇
程序劇（英語：procedural），或者叫做程序性劇集（英語：procedural drama），是一種跨領域的文學、影片或電視劇，主要強調技術上的細節。紀錄片也可以採用這種方式拍攝，使得故事更具吸引力。
這類型的電視節目主要描述如何解決犯罪，通常以警察、立法院或法院為背景。有些劇情中會有一間實驗室或高科技的會議室，角色們就在這裡討論和解決案件。這類節目一般都是單集獨立劇情，觀眾不需要看前面的集數也能輕鬆理解。每集基本上都是一個完整的故事，從介紹到結局都在同一集完成。
程序劇在全球，都很受歡迎。2011年有位電視業的專家說：“現在的趨勢偏好程序劇，因為它結構明確，讓人容易預測。”這種獨立單集的形式，使得新觀眾比較容易入手，就算錯過幾集也不會有太大影響。而且，程序劇可以隨意重播，不需要特別按照順序。
不過，程序劇也常被評為過於公式化、套路化。一般來說，它比連續劇更少角色的深度發展。但也有一些程序劇確實在角色上做得比較細緻。有時候，還會有跨越多集的情節或故事線。

## 媒體類型

### 小說性電視劇
在電視領域，「程序劇」特指一種劇集類型，其中在同一集中介紹、調查並解決了一個問題。這些節目通常是一小時的戲劇，且經常（但不總是）與警察或犯罪相關。
警察程序劇的一般公式是在集數開頭發現或揭露一宗犯罪，接著是調查，並在集數結尾逮捕或定罪犯罪者。
這類型的現代範例包括《法律与秩序》、《CSI犯罪現場》和《重返犯罪現場》。而《豪斯医生》則是一個非犯罪相關的程序劇。
由於程序劇沒有長期的故事情節，所以在廣播聯播中非常受歡迎，這使觀眾能夠只看一集而不感到迷失。程序劇有時因缺乏角色發展而被批評，對於主要角色在工作以外的生活付出的關注很少。

### 非小說性電視劇
非小說性的科學程序劇，如PBS的《死者的秘密》系列或Court TV的《法醫檔案》，都會帶領觀眾逐步了解一項調查，就像小說性的程序劇一樣。

### 文學
- 警察程序劇：這是最知名的類型，也是懸疑小說的一大子類型。Lawrence Treat於1945年的小說《V如受害者》被認為是可能的第一部“真正”的警察程序劇[10]。
- 軍事程序劇：此詞語由出版者周刊於1989年使用[11]，用以描述Ralph Peters的小說《紅軍》。
- 戰爭程序劇：例如1955年的電影《轟炸魯爾水壩記》，Richard Gilliam在Allmovie中稱其為戰爭程序劇[12]。 湯姆·克蘭西的小說有時被稱為戰爭程序劇或政治程序劇。
- 科學程序劇：科幻小说或故事中可能會有一系列的科學過程。例如，由科學家和作家Gregory Benford所寫的《時空裂痕》。 一個相對較新的子類型是總統程序劇，這種小說專注於美國總統的職位和其職務活動。例如湯姆·克蘭西的《行政命令》、Robert Serling的《總統的飛機失踪了》和Steve Pieczenik的《最大警戒》。

## 相關戲劇
- 火速救援最前線(2018)
- 火速救援最前線：孤星奮戰(2020)
- Adam-12 (1968–1975)
- 错配搭档(2015)
- 侠胆雄狮 (2012–2016)
- 警察世家 (2010)
- 逝者之證(2011–2013)
- 识骨寻踪(2005–2017)[5]
- 灵书妙探(2009–2016)
- 霹靂嬌娃 (1976–1981)
- 芝加哥醫情(2015)
- 芝加哥警署(2014)
- 芝加哥正義(2017)
- 真相追擊 (2005–2012)
- 铁证悬案 (2003–2010)
- 神探可伦坡 (1968–1978)
- 共同法则 (2012)
- Conviction (2006)
- 犯罪心理 (2005–2020)
- 犯罪心理：跨國救援 (2016–2017)
- 犯罪心理：嫌犯动机 (2011)
- CSI犯罪現場 (2000–2015)
- CSI：網路犯罪 (2015–2016)
- CSI犯罪現場：邁阿密(2002–2012)
- CSI犯罪現場：紐約 (2004–2013)
- Deadline (2000–2001)
- Dragnet (1951–1959; 1967–1970)
- 基本演绎法(2012–2019)
- Emergency! (1972–1979)
- 聯邦調查局 (2018)
- 聯邦調查局：通緝要犯部(2020)
- 天堂执法者 (2010–2020)
- 檀島警騎 (1968–1980)
- Homicide: Life on the Street (1993–1999)
- 豪斯医生 (2004–2012; medical procedural drama)
- Hill Street Blues (1981–1987)
- 就在眼前 (2008–2012)
- 直覺追兇2018–2019)
- Ironside (1967–1975)
- 我是殭屍(2015–2019)
- 执法悍将 (1995–2005)
- Jo (2013)
- 法律与秩序 (1990–2010)
- 法律与秩序：特殊受害者 (1999)
- Law & Order: Criminal Intent (2001–2011)
- Law & Order: Trial by Jury (2005–2006)
- Law & Order: UK (2009–2014)
- Law & Order: LA (2010–2011)
- 别对我撒谎 (2009–2011)[3]
- 路西法 (2016–2021)
- 重案组 (2012–2018)
- Matlock (1986–1995)
- 邁阿密風雲 (1984–1990)
- Midsomer Murders (1997)
- McCallum (1995–1998)
- 心計 (2008–2015)[13]
- 神探阿蒙 (2002–2009)
- Murder, She Wrote (1984–1996)
- Naked City (TV series) (1958-1963)
- Nash Bridges (1996–2001)
- 重返犯罪現場(2003)[14]

- 海军罪案调查处：洛杉矶 (2009)
- 海军罪案调查处：新奥尔良(2014–2021)
- NCIS: Hawai'i (2021)
- New Tricks (2003–2015)
- New York Undercover (1994–1998)
- 数字追凶 (2005–2010)
- NYPD Blue (1993–2005)
- Perception (2012–2015)
- Perry Mason (1957–1966)
- 疑犯追踪 (2011–2016)
- 法網豪情 (1997–2004)
- Prodigal Son (2019–2021)
- 灵异妙探 (2006–2014)
- Quincy, M.E. (1976-1983)
- Rebus (2000–2007)
- 妙女神探(2010–2016)[15]
- The Rookie (2018)
- 南国警察 (2009–2013)
- Suits (2011–2019)
- 反恐特警組(2017)
- Taggart (1983–2010)
- Taxi Brooklyn (2014)
- The Good Doctor (2017)
- The Unit (2006–2009)
- Third Watch (1999–2005)
- White Collar (2009−2014)
- Without a Trace (2002–2009)